# Pueblo Nuevo (Buenos Aires)
Pueblo Nuevo es una localidad del partido de Laprida, provincia de Buenos Aires, Argentina.

## Ubicación
Se encuentra sobre la ruta provincial 86 a 4 km de la ciudad de Laprida.

## Población
Cuenta con 36 habitantes (Indec, 2010), lo que representa un marcado descenso del 58 % frente a los 86 habitantes (Indec, 2001) del censo anterior.
| Gráfica de evolución demográfica de Pueblo Nuevo entre 1991 y 2010 |
|                                                                    |
| Fuente: Censos nacionales del INDEC                                |